# شیشهورن

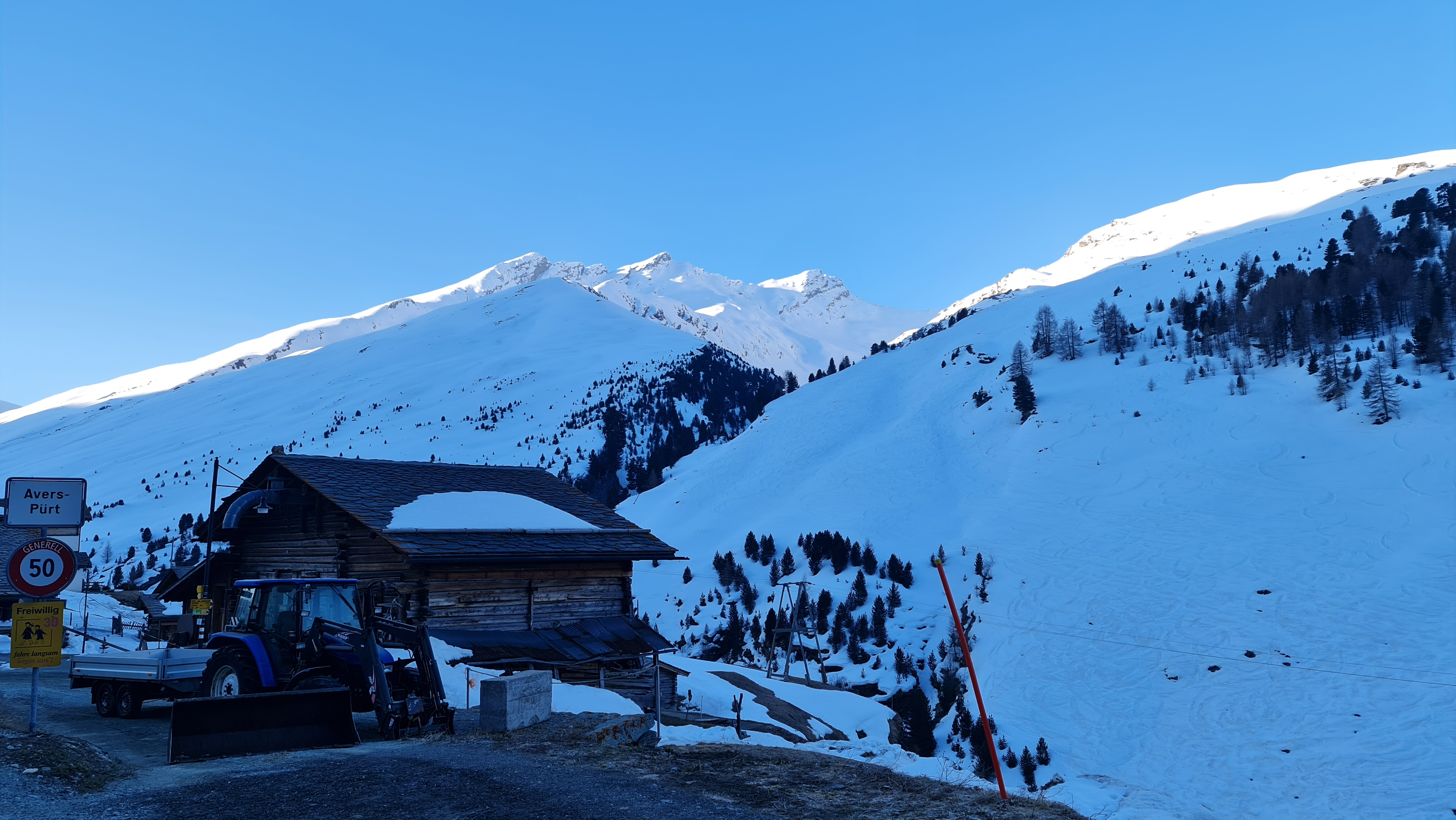
شیشهورن زمستان

شیشهورن (به لاتین: Tscheischhorn) یک کوه در سوئیس است که در کانتون گراوبوندن واقع شده‌است. شیشهورن ۳٬۰۱۹ متر بالاتر از سطح دریا واقع شده‌است.